# 영국령 토골란드
공식적으로 토골란드 위임통치령(Mandate Territory of Togoland), 혹은 공식적으로 토골란드 신탁통치령(Trust Territory of Togoland)인 영국령 토골란드(British Togoland)는 영국의 관리하에 서아프리카에 있던 영토였으며, 이후 가나와 연합하여 일부가 볼타주가 되었다. 이 영토는 1916년 제1차 세계 대전 동안 독일의 토골란드 보호령이 프랑스령 토골란드와 영국령 토골란드로 분할되면서 사실상 형성되었다. 처음에, 그것은 국제 연맹 클래스 B 의무사항이었다. 1922년에, 영국령 토골란드는 공식적으로 영국의 통치하에 놓였고, 프랑스령 토골란드는 현재의 토고가 프랑스의 통치하에 놓여있었다.

## 유엔의 신탁통치
제2차 세계 대전 이후, 영국령 토골란드는 유엔의 신탁통치령이 되었다. 영국령 토골란드는 신탁통치 이전에 영국령 골드코스트의 인접 영토의 일부분으로 트랜스-볼타 토고(Trans-Volta Togo, TVT)로 불렸다.

### 토골란드 회의
1954년 영국정부는 유엔에 1957년 이후에는 신탁통치를 계속할 수 없다고 통보하였다. 이에 따라 1955년 12월 유엔 총회에서 영국 정부에 영국령 토골란드의 향후를 결정할 국민투표를 시행을 권고하는 결의안이 통과되었다.
1956년 5월 9일, 새롭게 독립될 골드코스트와의 공식적인 통합할지, 신탁통치령으로 남을지를 결정하는 국민투표가 유엔의 감독하에 시행되었다.
토골란드 회의는 통합에 반대하는 운동을 펼쳤다. 이 중 에웨족은 영국령 토골란드와 프랑스령 토골란드가 분리된 에웨족 국가, 현재의 토고로 통합되기를 원하였고, 이는 토골랜드가 가나에 통합되는 것에 대한 반대로 이어졌다.
당시 국민투표의 결과는 42% 반대 (대다수가 에웨족과 토골란드 회의), 58% 통합으로 나타났다.

## 같이 보기
- 서토골랜드